# A Touch of Evil: Live
Albums de Judas Priest
Nostradamus
(2008) Redeemer of Souls
(2014)
A Touch of Evil: Live est le cinquième album live du groupe britannique Judas Priest, sorti en 2009.
A Touch of Evil: Live est en réalité une compilation regroupant certains titres enregistrés durant les deux tournées promotionnelles des albums Angel of Retribution (2005) et Nostradamus (2008).
Ce nouvel album live de Judas Priest a été très critiqué à sa sortie à cause de l'incohérence totale de sa playlist[réf. nécessaire] : l'album fait en effet volontairement l'impasse sur de très nombreux classiques du groupe et privilégie à l'inverse des titres rarement joués en live (tels Eat Me Alive ou bien Riding on the Wind) ou bien issus des deux albums studio de 2005 et de 2008. L'absence totale de titres issus de l'album culte British Steel est par ailleurs frappante, voire troublante. Sa faible durée a été également l'objet de critiques véhémentes de la part de certains fans, qui reprochèrent au groupe de proposer un album live "au rabais".
Cet album marque par ailleurs le grand retour de Tom Allom à la production.

## Liste des morceaux
| No  | Titre                          | Durée |
| --- | ------------------------------ | ----- |
| 1.  | Judas Rising                   | 4:23  |
| 2.  | Hellrider                      | 5:38  |
| 3.  | Between the Hammer & the Anvil | 4:35  |
| 4.  | Riding on the Wind             | 3:29  |
| 5.  | Death                          | 7:52  |
| 6.  | Beyond the Realms of Death     | 6:52  |
| 7.  | Dissident Aggressor            | 3:04  |
| 8.  | A Touch of Evil                | 6:11  |
| 9.  | Eat Me Alive                   | 4:36  |
| 10. | Prophecy                       | 6:07  |
| 11. | Painkiller                     | 7:12  |

## Composition du groupe
- Rob Halford : Chant
- K. K. Downing : Guitare
- Glenn Tipton : Guitare
- Ian Hill : Basse
- Scott Travis : Batterie